# Березновская городская община
Березновская городская община (укр. Березнівська міська громада) — территориальная община в Ровненском районе Ровненской области Украины.
Административный центр — город Березно.
Население составляет 50917 человек. Площадь — 1190,6 км².
В соответствии с распоряжением Кабинета Министров Украины от 12 июня 2020 года, в состав общины вошла территория Березновского городского совета, а также Балашовского, Белковского, Быстричского, Великопольского, Витковичского, Голубненского, Городищенского, Грушевского, Друховского, Зорненского, Каменского, Моквинского, Полесского, Прислучского, Тишицкого и Яцковичского сельских советов упразднённого Березновского района.

## Населённые пункты
В состав общины входит 1 город и 36 сёл:
- Город Березно
- Балашовский старостинский округ:
  - Балашовка
  - Ленчин
  - Михалин
  - Сивки
  - Яцковичи
- Быстричский старостинский округ:
  - Быстричи
- Витковичский старостинский округ:
  - Витковичи
  - Князевка
- Городищенский старостинский округ:
  - Городище
  - Орловка
- Зорненский старостинский округ:
  - Белка
  - Голубное
  - Зорное
  - Подгало
- Каменский старостинский округ:
  - Антоновка
  - Великая Купля
  - Великое Поле
  - Замостище
  - Каменка
  - Курганы
  - Яблонное
- Моквинский старостинский округ:
  - Друхов
  - Моквин
  - Новый Моквин
- Полесский старостинский округ:
  - Ведмедевка
  - Грушевка
  - Грушёвская Гута
  - Озерцы
  - Ольховка
  - Полесское
  - Ялыновка
- Прислучский старостинский округ:
  - Колодезное
  - Прислуч
  - Хотын
- Тишицкий старостинский округ:
  - Богуши
  - Тышица